# История ДР Конго

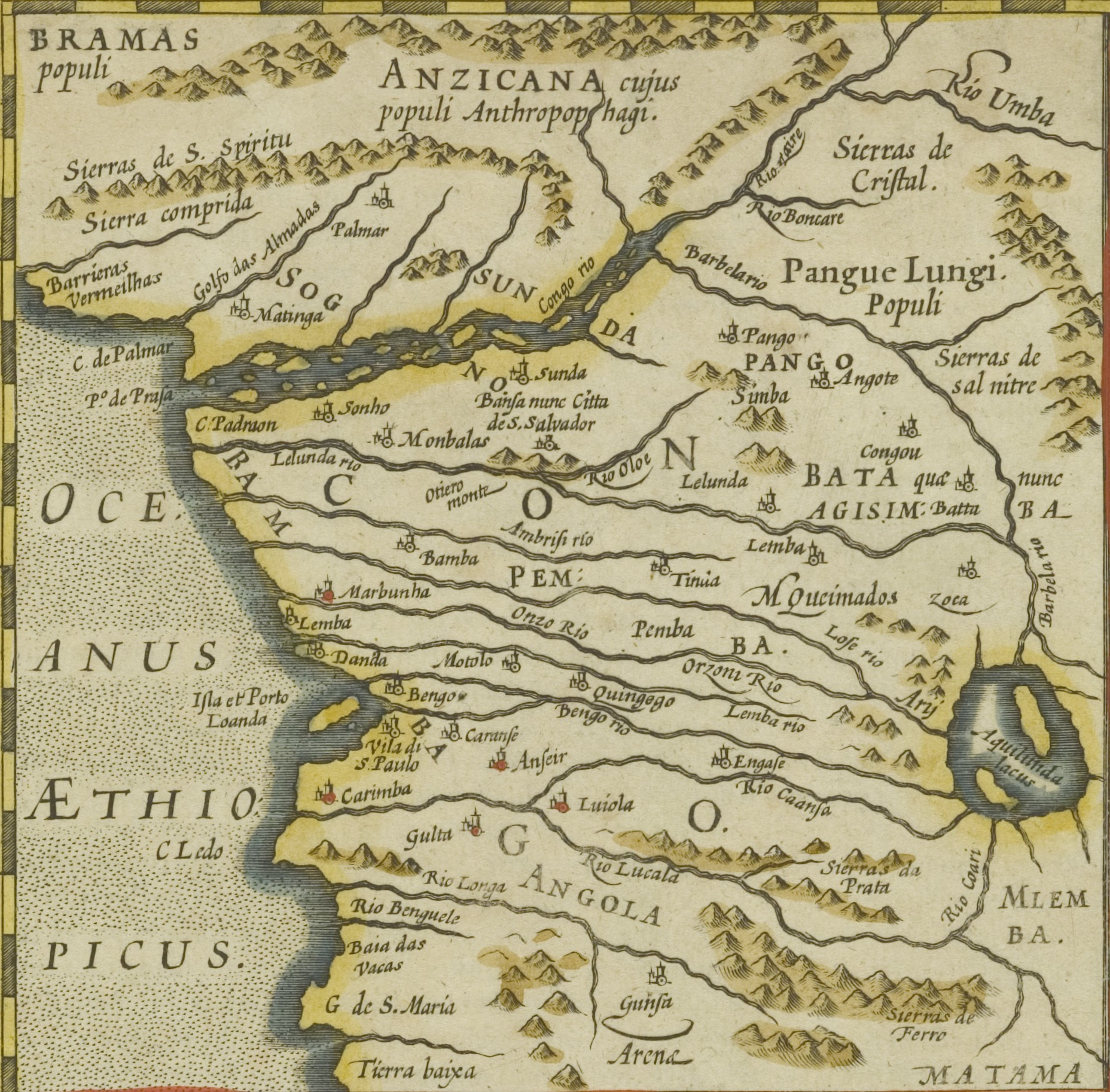
европейская карта государственных образований на территории ДРК и Анголы

История Демократической Республики Конго делится на период до прихода европейцев (1491), период португальской экспансии на побережье (1491—1876), период активной бельгийской колонизации (1876—1960) и период формирования конголезской государственности (с 1960).

## Доколониальный период
На территории Конго в верховьях рек Касаи, Луалабы и Луапулы обнаружены каменные орудия нижнего палеолита, самые ранние относятся к горизонту Имбонга. Для тропических лесов характерна сангойская культура.
Зубы из Каконтве в области Катанга на юге Заира предположительно ассоциированных со стиллбеем и относящихся к позднему плейстоцену.
Кость Ишанго, найденная бельгийским геологом Жаном Хайнзелином де Брокуром на территории стоянки Ишанго около верховий Нила, датируется по одним данным, предмет изготовлен от 9 до 6,5 тысяч лет назад, по другим — более 20 тысяч лет назад, и, ввиду наличия на ней насечек, считается одним из древнейших инструментом для арифметических подсчётов.
Различные варианты неолитической культуры типа тумба обозначаются по названию мест находок, — калина (XXV тыс. до н. э.), джоко (X тыс. до н. э.), лупембе (VII тыс. до н. э.), читоле (VI тыс. до н. э.). Древнейшим населением Конго были пигмеи.
Примерно во II—I тыс. до н. э. с севера начали мигрировать банту. Они принесли в этот регион зачатки цивилизации, включая металлургию. В Центральной Африке выявляются два периода интенсивной человеческой деятельности: с 800 года до н. э. по 400 год н. э. и с 1000 года по 1900 год.
Первая волна говорящих на банту общин раннего железного века в значительной степени исчезла из всего региона тропических лесов Конго к 600 году нашей эры. Резкое сокращение численности населения около 400—600 годов совпало с установлением более влажного климата во всем регионе и, возможно, было вызвано затяжной эпидемией.
Банту создали первые протогосударственные объединения: в низовьях реки Конго (Заир) — Конго, Каконго, Матамба, Ндонго; в центре страны — государства Бакуба (или Бушонг), Батеке (или Тьо), Болиа; в верховьях рек Касаи, Лулуа и Ломами — государства Луба, Куба и Лунда.
Одним из наиболее значительных среди них было государство Конго, возникшее около XIV века, которое охватывало и север Анголы. Правители этого государства носили титул мани-конги, а столицей являлся город Мбанза-Конго (Сан-Сальвадор). Основным доходом государства была работорговля с европейскими странами, особенно с Португалией. Конголезские рабы использовались на плантациях Америки.

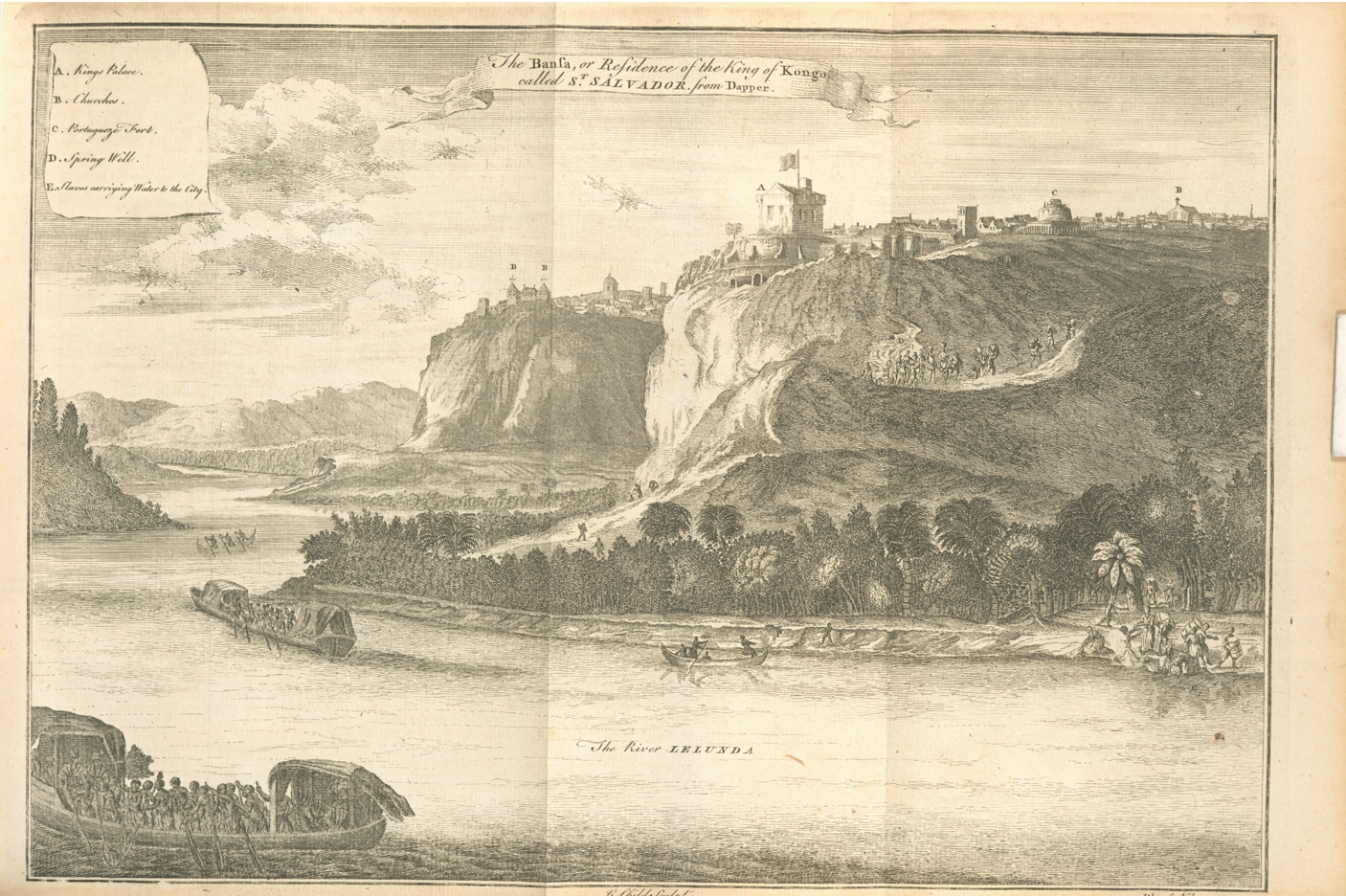
Сан Сальвадор в конце XVII в.

Экономические отношения зародились на территории Заира с давних времён. В качестве эквивалента стоимости местные племена использовали медные отливки, лунканы весом 0,5—0,7 кг.

## Период колонизации

### Ранняя колонизация (1491−1885)
Первые христиане (португальцы) появились на территории Конго в 1491 году. Экспансия португальцев привела к восстанию под руководством Мбула Матади (70—80-е гг. XVI в.), заставившему Португальскую колониальную империю ограничить своё присутствие в регионе.
В 1703—1709 гг. возникло антиевропейское движение, получившее название антонианской ереси. К началу XIX века на территории современного Конго образовалось множество мелких княжеств, сохранявшие свою самостоятельность до последней четверти XIX века.
У образца KIN004 (DA-KIN1116-038, покрытие 0.877736, 1636—1800 гг.) из локации Киндоки (Kindoki) определили Y-хромосомную гаплогруппу R1b-V88>Y8451 и митохондриальную гаплогруппу L0a1b1a1.
В 1865 году c территории Руанды на земли Южного Киву началось проникновение тутси. В 1876 году бельгийский король Леопольд II организовал под своим председательством т. н. Международную ассоциацию для исследования и цивилизации Центральной Африки. Под её прикрытием королевские эмиссары (путешественники, офицеры, миссионеры) навязывали вождям местных племён кабальные договоры. Используя противоречия между Великобританией, Францией, Германией и США, Леопольд II установил контроль над огромной территорией.

### Свободное государство Конго (1885—1908)
Свободное или Независимое государство Конго (фр. État indépendant du Congo) являлось «личным владением» короля Бельгии Леопольда II. При этом государство было формально независимым от правительства Бельгии. Период существования страны отличался жестоким режимом эксплуатации местного населения, в частности, с целью производства каучука. В результате численность коренных жителей страны заметно сократилась. Чтобы держать многомиллионное население Конго под контролем, использовались «Общественные силы» (фр. Force Publique) — частная армия, сформированная из ряда местных воинственных племён, под командованием европейских офицеров.

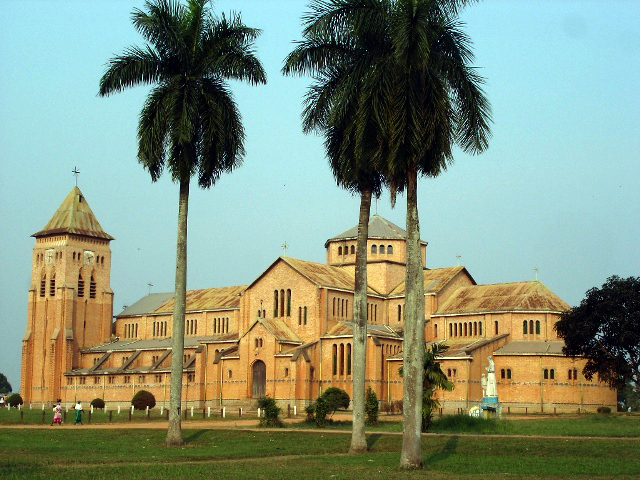
Католический собор 1930-х гг. постройки

### Бельгийское Конго (1908—1960)
В 1908 Конго из личного владения бельгийского короля превращается в стандартную колонию под названием Бельгийское Конго, во главе администрации которого становится бельгийский генерал-губернатор. Активно развивается горнодобывающая промышленность (Катанга), растут города Леопольдвиль, Стэнливиль и Элизабетвиль. Не прекращаются антиколониальные выступления, которые в условиях индустриализации приближаются к общенациональным. В Бельгийское Конго проникает и приобретает местную специфику национально-освободительная идеология, выражающаяся в лозунге «Конго — конголезцам» (кимбангизм) и принимающая организационные формы тайных обществ. В годы Второй мировой войны после оккупации Бельгии Германией, усилилось влияние в Конго США и Великобритании. Уран для атомных бомб, сброшенных на Хиросиму и Нагасаки, был добыт с шахт конголезской провинции Катанга. После войны в Конго появились профсоюзы, политические партии и культурно-просветительские общества, провозгласившие курс на независимость страны. Крупнейшие из них возглавили Патрис Лумумба (Национальное движение Конго), Жозеф Касавубу (Альянс баконго) и Моиз Чомбе (Конфедерация племенных объединений Катанги). Эти партии занимают места в местном парламенте.

## Конголезский кризис

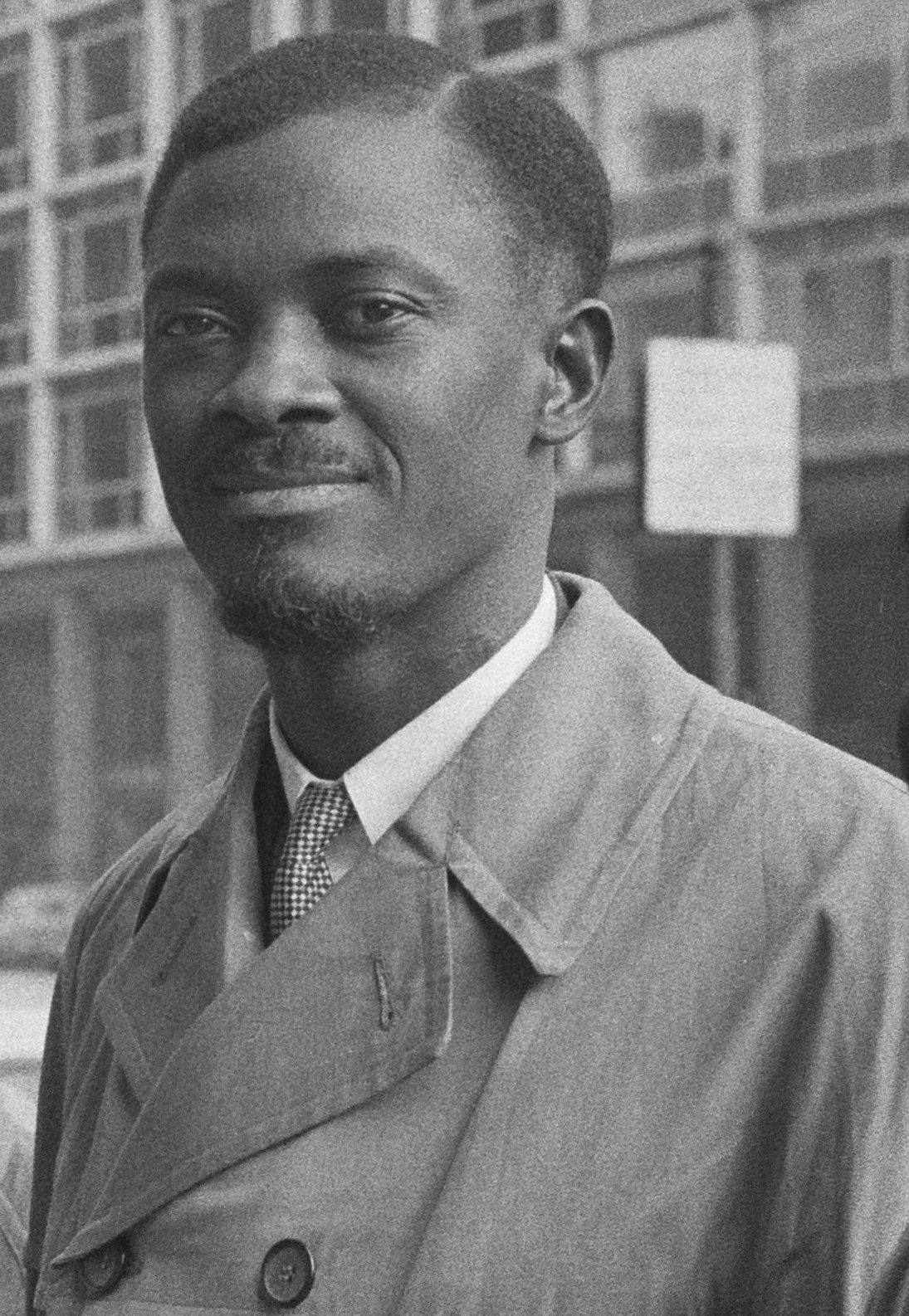
Патрис Лумумба

После обретения независимости страну охватил острый политический кризис. Обострились сепаратистские силы, были провозглашены республики Касаи и Катанга во главе с Чомбе. Кризис продолжался 5 лет, до прихода к власти Жозефа Мобуту. За это время в стране насильственной смертью погибло более 100 тыс. человек.

## Эра Мобуту (1965—1997)

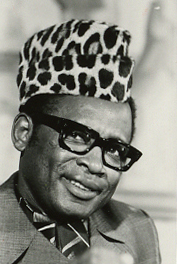
Мобуту Сесе Секо

Конец Конголезскому кризису положил генерал-лейтенант Мобуту, осуществивший 24 ноября 1965 переворот и установивший в стране режим личной диктатуры с опорой на господство одной партии — Народное движение революции. Были существенно ограничены демократические свободы (распущен парламент, запрещены любые политические партии и общественные организации) и проведены мероприятия по централизации страны.
В мае 1967 была создана партия Народное движение революции (НДР), ставшая единственной политической партией страны. Все профсоюзы были объединены в Национальный союз заирских трудящихся, а различные молодёжные и студенческие общества — в молодёжную секцию правящей партии. Первый премьер-министр Республики Конго Патрис Лумумба был провозглашён национальным героем. Власти поощряли развитие частного бизнеса и стремились ослабить экономическую зависимость государства от иностранного капитала. Так же были приняты меры в социальном секторе.
В 1967 в Конго произошла денежная реформа, в результате которой была введена национальная валюта заирский заир, заменившая конголезский франк. Эти меры улучшили финансовое положение в стране. В том же году была принята новая конституция, провозглашавшая президентскую форму правления. Первым президентом в 1970 году был избран Мобуту. С 27 октября 1971 года государство изменило своё название на «Республика Заир» (Заир — искажённое португальцами название реки Конго (Нзари, Мванза — на местных языках)). Во внешней политике Мобуту ориентировался на страны Запада, а во внутренней — использовал национально-революционную риторику (был провозглашён курс на «аутентичность», выражавшуюся в отказе от европейских имён, топонимов, обращений и костюмов).
В целом правление Мобуту было спокойным, если не считать мятежи в провинции Шаба (тогдашнее название Катанги), организованные проангольской группировкой FLNC в 1977 и 1978 гг.
- 1977 — ангольская интервенция генерала Натаниэля Мбумбы[8]. Ангольцы выбиты из провинции Катанга с помощью марокканских войск.
- 1978 — ангольская интервенция (повторно) генерала Натаниэля Мбумбы. Ангольцы захватили город Колвези, но выбиты заирской армией с помощью французов и бельгийцев.

Правление Мобуту сопровождалось усугубляющейся коррупцией. Президент Заира вёл роскошный образ жизни. Личное состояние Мобуту оценивалось в 5 миллиардов долларов, в его собственности находилась недвижимость во Франции, Швейцарии, Испании, Португалии, Италии, Бельгии и Кот-д’Ивуаре. В родовой деревне Гбадолите для него были сооружены три дворца, игорный комплекс и взлётно-посадочная полоса, способная принимать «Конкорд», на котором глава государства вместе с окружением летал в Европу в расточительные путешествия.

## Современное Конго (с 1997)

влияние внешних факторов в ДРК

События в соседней Руанде в 1994 году привели к дестабилизации страны. Гражданская война между нилотами и банту перекинулась на Заир, а попытки Мобуту занять одну из сторон привели к сколачиванию антиправительственной коалиции и антиправительственному восстанию.
Правивший Заиром 30 лет Мобуту был свергнут в мае 1997 года в результате восстания, вошедшего в историю как Первая конголезская война. Антиправительственные силы возглавил старый партизан и лумумбист Лоран Кабила, ставший президентом обновлённой страны, получившей название ДР Конго.
Однако в августе 1998 восстали его бывшие соратники из числа тутси, положив начало Второй конголезской войне. На сей раз Кабила проявил себя гибким политиком, обратившись за помощью к иностранным государствам (Ангола, Зимбабве) и одновременно перетянув на свою сторону часть бывших мобутовских резервов (Интерахамве).
Ещё до окончания войны в 2001 году Лоран Кабила был убит. Ему на смену пришёл его собственный сын Жозеф Кабила, который заключил со своими врагами мир, а их отряды включил в состав действующей армии. 30 июня 2003 года в Киншасе повстанцы и президент Кабила подписали окончательное мирное соглашение, этот день считается официальной датой окончания Второй конголезской войны. В стране была проведена федеративная реформа 2006 года, давшая больше власти региональным элитам.
Тем не менее, вооруженные столкновения на востоке страны продолжились. Население провинций Итури, Северное Киву и Южное Киву страдает  от вспыхнувшего в 1999 году Итурийского конфликта и начавшегося в 2004 году с мятежа генерала Нкунды Конфликта в Киву. Боевые действия в этих провинциях продолжаются по настоящее время. Страна до сих пор является одной из самых политически нестабильных стран африканского континента. Для защиты гражданского населения и установления порядка в стране расквартированы 20500 миротворцев ООН (Миссия ООН по стабилизации в Демократической Республике Конго). 27 февраля 2011 года две группы численностью около ста человек напали на президентскую резиденцию, однако это нападение было отбито. В 2012 году произошла эскалация конфликта в Киву, когда повстанцы из группировки Движение 23 марта перешли в наступление в Северном Киву и смогли захватить столицу провинции Гому. В ноябре 2013 года, после длительных переговоров, повстанцы покинули Гому.
В сентябре 2016 года в ДРК начались протесты с требованием отставки главы государства Жозефа Кабилы и срочного проведения в стране президентских выборов. Выборы президента должны были состояться в Конго ещё в ноябре 2015 г., но проведены не были. Конституция ДРК ограничивает максимальный срок президентства десятью годами, однако согласно постановлению верховного суда страны президент может оставаться у власти до того момента, пока не будут проведены выборы. Протесты начались в городе Лумумбаши, их возглавил вернувшийся из эмиграции лидер оппозиции Этьен Тшисекеди. Затем протесты переместились в столицу Киншасу.
20 декабря 2016 года Жозеф Кабила заявил, что он не покинет пост президента после окончания срока своего президентства. После этого началась новая волна протестов.
В начале декабря 2016 года США и Евросоюз ввели санкции по отношению к ДРК, обвинив власти страны в том, что они прибегали к насилию, используя также и иные методы, чтобы отсрочить выборы.
23 декабря 2016 года было достигнуто соглашение между оппозицией и президентом Кабилой. Согласно ему Кабила должен был покинуть свой пост до конца 2017 года. Согласно соглашению Этьен Тшисекеди должен был курировать исполнение договора, также премьер-министр страны должен был быть назначен от оппозиции.
Однако в ноябре 2017 года избирательная комиссия в очередной раз отложила проведение президентских выборов, теперь до 23 декабря 2018 года.
В декабре 2018 года выборы были перенесены на 30 декабря этого года из-за утери при пожаре большей части оборудования для голосования в Киншасе.
На прошедших 30 декабря 2018 года президентских выборах победил оппозиционный кандидат Феликс Чисекеди и 24 января 2019 года Кабила передал ему президентские полномочия.
22 февраля 2021 года в районе города Гома в провинции Северное Киву в результате вооруженного нападения на автомобильную колонну были убиты посол Италии в ДРК Луки Аттаназио и сопровождавший его карабинер.